# Paula Hawkins
Paula Hawkins (Salt Lake City, Utah, 1927. január 24. – Winter Park, Florida, 2009. december 4.) az Amerikai Egyesült Államok szenátora (Florida, 1981–1987).